# Dreamland (album Roberta Planta)
Dreamland – siódmy album solowy Roberta Planta, frontmana zespołu Led Zeppelin i pierwszy z zespołem The Strange Sensation.

## Lista utworów
1. "Funny in My Mind" (Robert Plant, Justin Adams, Clive Deamer, John Baggott, Charlie Jones i Porl Thompson) – 4:45
2. "Morning Dew" (Bonnie Dobson, Tim Rose) – 4:26
3. "One More Cup of Coffee" (Bob Dylan) – 4:03
4. "Last Time I Saw Her" (Robert Plant, Justin Adams, Clive Deamer, John Baggott, Charlie Jones i Porl Thompson) – 5:40
5. "Song to the Siren" (Tim Buckley, Larry Beckett) – 5:53
6. "Win My Train Fare Home" (Robert Plant, Justin Adams, Clive Deamer, John Baggott, Charlie Jones i Porl Thompson) – 6:03
7. "Darkness, Darkness" (Jesse Colin Young) – 7:25
8. "Red Dress" (Robert Plant, Justin Adams, Clive Deamer, John Baggott, Charlie Jones i Porl Thompson) – 5:23
9. "Hey Joe" (Billy Roberts) – 7:12
10. "Skip's Song" (Skip Spence) – 4:40
11. "Dirt in a Hole" (Robert Plant, Justin Adams, Clive Deamer, John Baggott, Charlie Jones i Porl Thompson) - 4:46

## Twórcy albumu
- Robert Plant - wokal prowadzący
- John Baggott – klawisze
- Porl Thompson – gitara
- Justin Adams – gitara
- Charlie Jones – gitara basowa
- Clive Deamer – perkusja